# Pseudothalestris intermedia
Pseudothalestris intermedia är en kräftdjursart som beskrevs av T. Scott 1912. Pseudothalestris intermedia ingår i släktet Pseudothalestris och familjen Thalestridae. Inga underarter finns listade i Catalogue of Life.